# Algoma (Wisconsin)
Algoma is een plaats (city) in de Amerikaanse staat Wisconsin, en valt bestuurlijk gezien onder Kewaunee County.

## Demografie
Bij de volkstelling in 2000 werd het aantal inwoners vastgesteld op 3357.
In 2006 is het aantal inwoners door het United States Census Bureau geschat op 3243, een daling van 114 (-3,4%).

## Geografie
Volgens het United States Census Bureau beslaat de plaats een oppervlakte van
6,4 km², waarvan 6,3 km² land en 0,1 km² water. Algoma ligt op ongeveer 177 m boven zeeniveau.

## Plaatsen in de nabije omgeving
De onderstaande figuur toont nabijgelegen plaatsen in een straal van 28 km rond Algoma.